# Iglesia Ave María (Suai)
La iglesia Ave María (en portugués: Igreja Ave Maria) 
es un templo religioso de rito latino, que pertenece a la Iglesia católica en Suai, una localidad en el país asiático e insular de Timor Oriental. La ciudad de Suai encuentra a 180 km de la capital de Timor, Dili, en el Distrito Cova Lima y es parte de la diócesis de Maliana.
La iglesia Ave María tiene un campanario de 70 pies de altura.